# Neitrable
Noirétable és un municipi francès situat al departament del Loira i a la regió d'Alvèrnia-Roine-Alps. L'any 2007 tenia 1.704 habitants.

## Demografia

### Població
El 2007 la població de fet de Noirétable era de 1.704 persones. Hi havia 687 famílies de les quals 221 eren unipersonals (60 homes vivint sols i 161 dones vivint soles), 221 parelles sense fills, 197 parelles amb fills i 48 famílies monoparentals amb fills.
La població ha evolucionat segons el següent gràfic:
Habitants censats

### Habitatges
El 2007 hi havia 973 habitatges, 717 eren l'habitatge principal de la família, 167 eren segones residències i 88 estaven desocupats. 796 eren cases i 172 eren apartaments. Dels 717 habitatges principals, 468 estaven ocupats pels seus propietaris, 210 estaven llogats i ocupats pels llogaters i 39 estaven cedits a títol gratuït; 6 tenien una cambra, 38 en tenien dues, 129 en tenien tres, 235 en tenien quatre i 309 en tenien cinc o més. 499 habitatges disposaven pel capbaix d'una plaça de pàrquing. A 325 habitatges hi havia un automòbil i a 266 n'hi havia dos o més.

### Piràmide de població
La piràmide de població per edats i sexe el 2009 era:
| Homes | Edats   | Dones |
| ----- | ------- | ----- |
| 0     | 95 o +  | 4     |
| 16    | 90 a 94 | 8     |
| 8     | 85 a 89 | 16    |
| 8     | 80 a 84 | 28    |
| 32    | 75 a 79 | 52    |
| 72    | 70 a 74 | 52    |
| 48    | 65 a 69 | 72    |
| 36    | 60 a 64 | 40    |
| 44    | 55 a 59 | 64    |
| 52    | 50 a 54 | 60    |
| 48    | 45 a 49 | 52    |
| 44    | 40 a 44 | 44    |
| 28    | 35 a 39 | 36    |
| 72    | 30 a 34 | 56    |
| 64    | 25 a 29 | 60    |
| 32    | 20 a 24 | 60    |
| 52    | 15 a 19 | 56    |
| 44    | 10 a 14 | 44    |
| 56    | 5 a 9   | 40    |
| 28    | 0 a 4   | 40    |

## Economia
El 2007 la població en edat de treballar era de 1.013 persones, 727 eren actives i 286 eren inactives. De les 727 persones actives 667 estaven ocupades (362 homes i 305 dones) i 60 estaven aturades (28 homes i 32 dones). De les 286 persones inactives 113 estaven jubilades, 84 estaven estudiant i 89 estaven classificades com a «altres inactius».

### Ingressos
El 2009 a Noirétable hi havia 694 unitats fiscals que integraven 1.574 persones, la mediana anual d'ingressos fiscals per persona era de 15.074 €.

### Activitats econòmiques
Dels 141 establiments que hi havia el 2007, 1 era d'una empresa extractiva, 3 d'empreses alimentàries, 1 d'una empresa de fabricació d'elements pel transport, 14 d'empreses de fabricació d'altres productes industrials, 12 d'empreses de construcció, 38 d'empreses de comerç i reparació d'automòbils, 8 d'empreses de transport, 11 d'empreses d'hostatgeria i restauració, 8 d'empreses financeres, 5 d'empreses immobiliàries, 14 d'empreses de serveis, 16 d'entitats de l'administració pública i 10 d'empreses classificades com a «altres activitats de serveis».
Dels 32 establiments de servei als particulars que hi havia el 2009, 1 era una oficina d'administració d'Hisenda pública, 1 gendarmeria, 1 oficina de correu, 2 oficines bancàries, 1 funerària, 2 tallers de reparació d'automòbils i de material agrícola, 1 taller d'inspecció tècnica de vehicles, 2 autoescoles, 1 paleta, 1 guixaire pintor, 2 fusteries, 3 lampisteries, 1 electricista, 4 perruqueries, 1 veterinari, 5 restaurants, 2 agències immobiliàries i 1 saló de bellesa.
Dels 21 establiments comercials que hi havia el 2009, 1 era un supermercat, 1 una gran superfície de material de bricolatge, 1 una botiga de més de 120 m², 1 una botiga de menys de 120 m², 2 fleques, 2 llibreries, 3 botigues de roba, 1 una botiga d'equipament de la llar, 1 una botiga d'electrodomèstics, 2 botigues de mobles, 2 drogueries, 1 una perfumeria, 1 una joieria i 2 floristeries.
L'any 2000 a Noirétable hi havia 38 explotacions agrícoles que ocupaven un total de 846 hectàrees.

## Equipaments sanitaris i escolars
El 2009 hi havia 2 farmàcies i 1 ambulància.
El 2009 hi havia 2 escoles elementals. Noirétable disposava d'un col·legi d'educació secundària amb 145 alumnes.

## Poblacions més properes
El següent diagrama mostra les poblacions més properes.